# Leština (district de Šumperk)
Pour les articles homonymes, voir Leština.
Leština (en allemand : Lesche) est une commune du district de Šumperk, dans la région d'Olomouc, en République tchèque. Sa population s'élevait à 1 232 habitants en 2023.

## Géographie
Leština se trouve à 5 km à l'est-sud-est de Zábřeh, à 13 km au sud de Šumperk, à 39 km au nord-ouest d'Olomouc et à 180 km à l'est-sud-est de Prague.
La commune est limitée par Zábřeh au nord-est, par Lesnice au nord-est, par Hrabová au sud-est, par Zvole au sud, et par Rájec à l'ouest.

## Histoire
La première mention écrite de la localité date de 1392.

## Transports
Par la route, Leština se trouve à 4,5 km de Zábřeh, à 14 km de Šumperk, à 45 km d'Olomouc et à 223 km de Prague.